# Chaîne ANARE
La chaîne ANARE est une chaîne de montagnes située dans la chaîne Transantarctique, dans la terre Victoria en Antarctique. Elle culmine au pic Drabek à 2 090 mètres d'altitude.

## Sommets principaux
- Pic Drabek, 2 090 m
- Mont Bolt, 2 010 m

## Histoire
La zone côtière de la chaîne est observée par James Clark Ross en 1841. Elle est photographiée dans son ensemble par avion au cours de l'opération Highjump en 1946-1947 puis explorée par hélicoptère par l'USGS en 1962-1963. Elle est nommée par l'équipe nord de la New Zealand Geological Survey Antarctic Expedition en l'honneur de l'Australian National Antarctic Research Expeditions (ANARE).